# Odprto prvenstvo ZDA 1985
Odprto prvenstvo ZDA 1985 je teniški turnir za Grand Slam, ki je med 27. avgustom in 8. septembrom 1985 potekal v New Yorku.

## Moški posamično
Ivan Lendl :  John McEnroe, 7–6(7–1), 6–3, 6–4

## Ženske posamično
Hana Mandlíková :  Martina Navratilova, 7–6(7–3), 1–6, 7–6(7–2)

## Moške dvojice
Ken Flach /  Robert Seguso :  Henri Leconte /  Yannick Noah, 6–7(5–7), 7–6(7–1), 7–6(8–6), 6–0

## Ženske  dvojice
Claudia Kohde-Kilsch /  Helena Suková :  Martina Navratilova /  Pam Shriver, 6–7(5–7), 6–2, 6–3

## Mešane dvojice
Martina Navratilova /  Heinz Günthardt :  Elizabeth Smylie /  John Fitzgerald, 6–3, 6–4